# Italia dei Valori
Italia dei Valori (Nederlands: Italië van de Waarden) is een Italiaanse politieke partij. Het is een kleine anti-corruptiepartij die onder leiding staat van Antonio Di Pietro, een voormalig openbaar aanklager uit Milaan en lid van het team Mani Pulite ("Schone Handen") dat begin jaren 90 onderzoek deed naar corruptieschandalen onder politici en politieke partijen.
Italia dei Valori is een liberale partij en aangesloten bij de Partij van Europese Liberalen en Democraten (ELDR). Bij de Europese verkiezingen van 2004 sloot Italia dei Valori een verkiezingsalliantie met de vroegere communist Achille Occhetto en deed mee aan de Europese verkiezingen onder de naam Società-Di Pietro Occhetto. De lijstverbinding kreeg 2,1% van de stemmen en zowel Di Pietro als Occhetto werden in het Europees Parlement gekozen. Occhetto stond zijn zetel echter af aan de extreemlinkse journalist Giulietto Chiesa. Bij de Italiaanse parlementsverkiezingen van 2006 behaalde Italia dei Valori 16 zetels (2001: 0) in de Kamer van Afgevaardigden en 4 zetels in de Senaat (2001: 1).
Op landelijk niveau was Italia dei Valori aangesloten bij L'Unione (De Unie), de coalitie van Romano Prodi. In de regering van Prodi was partijleider Di Pietro minister van Infrastructuur. Na de val van het Kabinet-Prodi II in januari 2008 sloot de partij een samenwerkingsverband met de Democratische Partij van Walter Veltroni. Bij de verkiezingen van 13 en 14 april bleek de aanhang voor Di Pietro ten opzichte van de laatste parlementsverkiezingen in 2006 te zijn verdubbeld. Zijn partij Italia dei Valori behaalde respectievelijk in de Senaat en in de Kamer van Afgevaardigden 4,3 en 4,4%. Daardoor kreeg de partij 14 zetels in de Senaat en 29 zetels in de Kamer van Afgevaardigden. De centrumlinkse coalitie waar ze deel van uitmaakt kreeg in totaal 130 zetels in de Senaat, maar werd tweede achter de coalitie van Silvio Berlusconi, die 168 zetels won in de Senaat. In het Huis van afgevaardigden won de coalitie 239 zetels, tegen 340 zetels van de Berlusconi coalitie. De partijkrant heeft de titel Orizzonti Nuovi ("Nieuwe Horizons").

## Uitslagen
| Jaar                            | Parlement                       | %           | Zetels |
| ------------------------------- | ------------------------------- | ----------- | ------ |
| 2001                            | Kamer van Afgevaardigden Senaat | 3,9 3,4     | 0 1    |
| 2004 (Lijst Di Pietro-Occhetto) | Europees Parlement              | 2,1         | 2      |
| 2006                            | Kamer van Afgevaardigden Senaat | 2,3 2,9     | 16 4   |
| 2008                            | Kamer van Afgevaardigden Senaat | 4,371 4,315 | 28 14  |